# Imiougou (Sabcé)
Pour les articles homonymes, voir Imiougou.
Imiougou est une localité située dans le département de Sabcé de la province du Bam dans la région Centre-Nord au Burkina Faso. 

## Histoire
En 2012, la compagnie minière burkinabè Bissa Gold SA réalise la construction de 198 logements neufs modernes dans le village pour les populations déplacées par l'exploitation de la très importante mine aurifère à ciel ouvert.

## Éducation et santé
Le centre de soins le plus proche d'Imiougou est le centre de santé et de promotion sociale (CSPS) de Sabcé tandis que le centre médical avec antenne chirurgicale (CMA) de la province se trouve à Kongoussi.
Depuis 2005, Imiougou possède une école primaire publique de six classes.